# Johann Jacob Conrad Kloß
Johann Jacob Conrad Kloß, auch Johann Jacob Conrad Kloss, (* 1. November 1799 in Frankfurt am Main; † 24. April 1878 ebenda) war ein deutscher Jurist und Politiker der Freien Stadt Frankfurt.
Johann Jacob Conrad Kloss war Jurist in Frankfurt am Main. 
Er gehörte dem Gesetzgebenden Körper von 1831 bis 1852 und der Ständigen Bürgerrepräsentation von 1838 bis 1843 an. 1850 war er Präsident der Ständigen Bürgerrepräsentation. Am 25. Oktober 1848 wurde er in die Constituierende Versammlung der Freien Stadt Frankfurt gewählt. 1843 bis zum Ende der Freien Stadt 1866 war er Mitglied im Senat der Freien Stadt Frankfurt. 1853 und 1856 war er Jüngerer Bürgermeister von Frankfurt. 